# De liguriske Alper
De liguriske Alper er en bjergkæde i Italien. Den udgør den sydvestligste del af Alperne, og syd for Colle di Cadibona ligger Apenninerne. Vest for Col de Tende ligger De maritime Alpene. Bjergkæden danner grænsen mellem regionerne Piemonte i nord og Liguria i syd.
De liguriske Alper bliver afvandet via Tanaro og andre bifloder til Po på Piemonte-siden og af flere mindre floder som løber direkte ud i Middelhavet på den liguriske side. 
De højeste toppe i De liguriske Alper er Punta Marguareis (2.651 moh) og Monte Mongioie (2.630 moh). Der er flere andre toppe på over 2.000 meter. 

## Bjergpas
De vigtigste bjergpas i De liguriske Alper er disse:
| Navn               | Sted                   | Type     | Højde (m) |
| ------------------ | ---------------------- | -------- | --------- |
| Colle di Cadibona  | Savona til Ceva        | motorvej | 436       |
| Colle di Melogno   | Finale Ligure til Ceva | vej      | 1.028     |
| Colle San Bernardo | Albenga til Garessio   | vej      | 957       |
| Colle di Nava      | Imperia til Ormea      | vej      | 934       |
| Col de Tende       | Tende til Cuneo        | vej      | 1.870     |